# Фрайганг, Штефан
Штефан Фрайганг (нем. Stephan Freigang; 27 сентября 1967 Хоэнлайпиш, Бранденбург, Германия) — германский бегун на длинные дистанции, который специализировался в марафоне. Бронзовый олимпийский чемпион 1992 года и многократный победитель ежегодных марафонов в европейский городах. Профессиональную карьеру закончил в 2005 году. Вместе со своей женой Анке Фрайтаг (Лавс) открыл спортивное учреждение по подготовке спортсменов-марафонцев где на данный момент и работает.

## Биография
Штефан Тимо Фрайганг родился и вырос Он вырос в Хоэнлайпиш — провинциальном городке с населением менее трёх тысяч человек. В школьные годы увлекался бегом по пересечённой местности. В возрасте 13 лет его отправили на обучение в спортивном интернат в городе Котбус, где он провел четыре года и встретил своего будущего персонального тренера — Дитмара Биттерманна (нем. Dietmar Bittermann). Со временем выяснилось, что Штефану с трудом даётся бег на короткие дистанции, но он показывал хорошие результаты на длинных дистанциях. Уже в 19 летнем возрасте он принял участие в забеге на десять километров показав результат 29 минут.
В 1992 году Штефан Фрайганг в составе сборной Германии отправился на Летние олимпийские игры 1992 года в Барселоне. Во время марафонского забега он финишировал третьим с результатом 2:14:00, уступив второе и первое место бегунам из Южной Кореи: Коити Морисита (2-е место — 2:13:45) и Хван Ён Джо (1-е место — 2:13:23).